# Golubovac (Trstenik)
Pour les articles homonymes, voir Golubovac.
Golubovac (en serbe cyrillique : Голубовац) est un village de Serbie situé dans la municipalité de Trstenik, district de Rasina. Au recensement de 2011, il comptait 230 habitants.

## Démographie

### Évolution historique de la population
| 1948 | 1953 | 1961 | 1971 | 1981 | 1991 | 2002 | 2011 |
| ---- | ---- | ---- | ---- | ---- | ---- | ---- | ---- |
| 393  | 411  | 406  | 401  | 392  | 365  | 289  | 230  |

|  |